# Lengua literaria
La lengua literaria es el registro lingüístico de un determinado lenguaje utilizado en la escritura literaria. También puede incluir la lengua litúrgica. La diferencia entre formas literarias y no literarias (lengua coloquial) es más pronunciada en unos idiomas que en otros; cuando hay una gran divergencia, se dice que la lengua presenta diglosia. 
El latín clásico era el registro literario del latín, a diferencia del latín vulgar que se hablaba en todo el Imperio Romano. El latín llevado por los soldados romanos a la Galia, Iberia y la Dacia no era idéntico al latín en las obras de Cicerón y de otros autores clásicos, con grandes diferencias de vocabulario, sintaxis y gramática. Algunas obras literarias que muestran el registro más bajo de la lengua durante el período del latín clásico pueden dar una idea del mundo del latín vulgar arcaico; las obras de autores como Plauto y Terencio, por ser comedias con diferentes personajes esclavos o pertenecientes a las clases bajas, conservan algunas características latinas basiletales, como el discurso de los libertos registrado en la sección Cena Trimalchionis de El Satiricón, novela escrita por Petronio. Durante el tercer Concilio de Tours de 813, se ordenó a los sacerdotes que predicaran en lengua vernácula, ya sea en la lengua rústica románica (latín vulgar) o en lenguas vernáculas germánicas, pues la gente ya no podía entender más el latín formal.
A veces la una lengua literaria es sólo una convención entendible por los hablantes pero en realidad no hablada vernáculamente por nadie. Por ejemplo el alto alemán antiguo si bien usa léxico altogermánico de los siglos VIII y IX usa una sintaxis que en muchos puntos imita la gramática y el orden del latín, por lo que muchas de sus oraciones parecen más bien latín clásico parafraseado en altogermánico, mientras que en la lengua coloquial la gramática no calcaba las estructuras latinas. Otro caso interesante es francoitaliano que se usó para la primera versión de Los viajes de Marco Polo en el siglo XIII, ya que aun Dante Alighieri no había escrito la Divina comedia que a partir del mediados del siglo XIV sería ampliamente usada como estándar literario en la península italiano, a pesar de que coloquialmente en muchas regiones se empleaban lenguas romances diferentes del toscano medieval de Alighieri.